# Турово (Торопецкий район)
Турово — исчезнувшее село Торопецкого района Тверской области. Располагалась на территории Василёвского сельского поселения.

## География
Село Турово было расположено в юго-восточной части района, в 7 километрах к северо-востоку от города. Находилось на восточном берегу озера Яссы.

## История
В 1706 году в селе Турово Торопецкого уезда был построен каменный трёхпрестольный храм Покрова Пресвятой Богородицы.
На топографической карте Фёдора Шуберта, изданной в 1871 году обозначен погост Турово.
В 1876 году прихожан у храма — 158 дворов (491 мужчина, 551 женщина), в 1879 году — 546 мужчин, 557 женщины. В 1876 году по штату положены настоятель и псаломщик. Церковь не сохранилась.
В списке населённых мест Псковской губернии за 1885 год значится погост Турово (№ 11994). Располагался при озере Турове в 12 верстах от уездного города. Являлся центром Туровской волости Торопецкого уезда. Имел 7 дворов и 33 жителя.
На карте РККА 1923—1941 годов обозначено село Турово. Имело 4 двора.